# Monticola
Monticola é um género de aves da família Muscicapidae. As espécies deste grupo conhecidas vulgarmente por melro ou melro-das-rochas.

## Espécies
- Monticola cinclorhyncha
- Monticola gularis
- Monticola rufiventris
- Monticola brevipes
- Monticola explorator
- Monticola erythronotus
- Monticola sharpei
  - Monticola sharpei bensoni
- Monticola imerina
- Monticola rufocinereus
- Monticola saxatilis
- Monticola solitarius
- Monticola rupestris
- Monticola angolensis
- Monticola semirufus